# Ausbau- und Neubaustrecke Karlsruhe–Basel
| |                                                                    |                                                            |                                                                   |
| Streckennummer (DB): | 4280 (Neubaustrecke) 4000 (Bestandsstrecke) 4020 (Bestandsstrecke) |                                                            |                                                                   |
| Kursbuchstrecke (DB): | 702                                                                |                                                            |                                                                   |
| Streckenlänge: | 186,450 km                                                         |                                                            |                                                                   |
| Spurweite: | 1435 mm (Normalspur)                                               |                                                            |                                                                   |
| Streckenklasse: | D4                                                                 |                                                            |                                                                   |
| Stromsystem: | 15 kV 16,7 Hz ~                                                    |                                                            |                                                                   |
| Streckengeschwindigkeit: | 250 km/h                                                           |                                                            |                                                                   |
| Zweigleisigkeit: | durchgehend                                                        |                                                            |                                                                   |
| |                                                                    |                                                            |                                                                   |
| \| \| \| (Bestandsstrecken nur auszugsweise) \| \| \| \| \| von Mannheim bzw. Stuttgart \| \| \| \| 72,9 \| Karlsruhe Hbf \| Karlsruhe Hbf \| \| \| \| Rheintalbahn nach Rastatt \| \| \| \| \| (siehe Bahnstrecke Mannheim–Rastatt) \| \| \| \| 85,0 \| Bashaide \| (Bk (bis 27. März 2017), Bf (seit 4. Oktober 2018), Abzw geplant) \| \| \| \| nach Rastatt \| \| \| \| 91,8 \| Kreuzacker \| Kreuzacker \| \| \| \| Tunnel Rastatt (4270 m) \| \| \| \| \| Rheintalbahn Rastatt–Karlsruhe \| \| \| \| \| Murgtalbahn Rastatt–Freudenstadt \| \| \| \| \| A 5 \| \| \| \| \| Rheintalbahn von Rastatt \| \| \| \| \| \| \| \| \| 101,3 \| Rastatt Süd (Abzw) \| Rastatt Süd (Abzw) \| \| \| 105,3 \| Baden-Baden \| Baden-Baden \| \| \| \| Europabahn von/nach Strasbourg \| \| \| \| 141,7 \| Offenburg Nord (Abzw) \| Offenburg Nord (Abzw) \| \| \| \| Tunnel Offenburg (ca. 7000 m, geplant) \| \| \| \| 145,5 \| Offenburg \| Offenburg \| \| \| 146,1 \| Offenburg Süd (Abzw) \| Offenburg Süd (Abzw) \| \| \| \| Schwarzwaldbahn nach Donaueschingen \| \| \| \| 181,0 \| Kenzingen \| Kenzingen \| \| \| \| Rheintalbahn nach Freiburg \| \| \| \| \| Mengener Tunnel (1956 m, geplant) \| \| \| \| \| Rheintalbahn von Freiburg \| \| \| \| 231,8 \| Buggingen (Hp+Abzw) \| Buggingen (Hp+Abzw) \| \| \| 242,7 \| Schliengen Nord (Abzw) \| Schliengen Nord (Abzw) \| \| \| \| Rheintalbahn nach Basel \| \| \| \| 245,4 \| \| \| \| \| \| Katzenbergtunnel (9385 m) \| \| \| \| 254,7 \| \| \| \| \| 259,4 \| Rheintalbahn von Offenburg \| Rheintalbahn von Offenburg \| \| \| 264,3265,3 \| Haltingen Kilometersprung \| Haltingen Kilometersprung \| \| \| 267,6 \| Weil am Rhein \| Weil am Rhein \| \| \| \| Basel Bad Rbf \| \| \| \| 267,745 \| Grenze Deutschland – Schweiz \| Grenze Deutschland – Schweiz \| \| \| \| neue Wiesebrücke \| \| \| \| 270,688 \| Basel Bad Bf \| Basel Bad Bf \| \| \| \| zweite Basler Verbindungsbahnbrücke (seit 2012 in Betrieb) \| \| \| \| \| Gellert Nord \| \| \| \| \| nach Basel SBB RB (Muttenz) \| \| \| \| \| von Olten \| \| \| \| 275,138 \| Basel SBB \| Basel SBB \| \| \| \| nach Strassburg \| \| \| \| \| \| \| \| Quellen: [1][2] \| \| \| \| |                                                                    |                                                            |                                                                   |
| |                                                                    | (Bestandsstrecken nur auszugsweise)                        |                                                                   |
| Strecke |                                                                    | von Mannheim bzw. Stuttgart                                | von Mannheim bzw. Stuttgart                                       |
| Bahnhof | 72,9                                                               | Karlsruhe Hbf                                              | Karlsruhe Hbf                                                     |
| Abzweig geradeaus und nach links |                                                                    | Rheintalbahn nach Rastatt                                  | Rheintalbahn nach Rastatt                                         |
| |                                                                    | (siehe Bahnstrecke Mannheim–Rastatt)                       |                                                                   |
| Blockstelle | 85,0                                                               | Bashaide                                                   | (Bk (bis 27. März 2017), Bf (seit 4. Oktober 2018), Abzw geplant) |
| Abzweig ehemals geradeaus und nach rechts |                                                                    | nach Rastatt                                               | nach Rastatt                                                      |
| Dienststation / Betriebs- oder Güterbahnhof (Strecke außer Betrieb) | 91,8                                                               | Kreuzacker                                                 | Kreuzacker                                                        |
| Tunnelanfang (Strecke außer Betrieb) |                                                                    | Tunnel Rastatt (4270 m)                                    | Tunnel Rastatt (4270 m)                                           |
| Kreuzung (Strecke geradeaus außer Betrieb) (im Tunnel) |                                                                    | Rheintalbahn Rastatt–Karlsruhe                             | Rheintalbahn Rastatt–Karlsruhe                                    |
| Kreuzung (Strecke geradeaus außer Betrieb) (im Tunnel) |                                                                    | Murgtalbahn Rastatt–Freudenstadt                           | Murgtalbahn Rastatt–Freudenstadt                                  |
| Strecke (außer Betrieb) (im Tunnel) |                                                                    | A 5                                                        | A 5                                                               |
| Kreuzung (Strecke geradeaus außer Betrieb) (im Tunnel) · Strecke von rechts |                                                                    | Rheintalbahn von Rastatt                                   | Rheintalbahn von Rastatt                                          |
| Tunnelende (Strecke außer Betrieb) · Strecke |                                                                    |                                                            |                                                                   |
| Betriebsstelle Strecke bis hier außer Betrieb · Blockstelle | 101,3                                                              | Rastatt Süd (Abzw)                                         | Rastatt Süd (Abzw)                                                |
| Bahnhof · Bahnhof | 105,3                                                              | Baden-Baden                                                | Baden-Baden                                                       |
| Abzweig geradeaus, nach rechts und von rechts · Strecke |                                                                    | Europabahn von/nach Strasbourg                             | Europabahn von/nach Strasbourg                                    |
| Strecke von links (außer Betrieb) · Abzweig geradeaus und ehemals nach rechts · Blockstelle | 141,7                                                              | Offenburg Nord (Abzw)                                      | Offenburg Nord (Abzw)                                             |
| Tunnelanfang (Strecke außer Betrieb) · Strecke · Strecke |                                                                    | Tunnel Offenburg (ca. 7000 m, geplant)                     | Tunnel Offenburg (ca. 7000 m, geplant)                            |
| Strecke (außer Betrieb) (im Tunnel) · Bahnhof · Bahnhof | 145,5                                                              | Offenburg                                                  | Offenburg                                                         |
| Tunnelende (Strecke außer Betrieb) · Blockstelle · Blockstelle | 146,1                                                              | Offenburg Süd (Abzw)                                       | Offenburg Süd (Abzw)                                              |
| Verschwenkung von rechts (Strecke außer Betrieb) · Verschwenkung von rechts · Strecke nach links und von halbrechts |                                                                    | Schwarzwaldbahn nach Donaueschingen                        | Schwarzwaldbahn nach Donaueschingen                               |
| Dienststation / Betriebs- oder Güterbahnhof (Strecke außer Betrieb) · Bahnhof | 181,0                                                              | Kenzingen                                                  | Kenzingen                                                         |
| Tunnelanfang (Strecke außer Betrieb) · Strecke nach links |                                                                    | Rheintalbahn nach Freiburg                                 | Rheintalbahn nach Freiburg                                        |
| Strecke nach links (außer Betrieb) (im Tunnel) · Strecke von rechts (außer Betrieb) (im Tunnel) |                                                                    | Mengener Tunnel (1956 m, geplant)                          | Mengener Tunnel (1956 m, geplant)                                 |
| Strecke von halblinks · Tunnelende (Strecke außer Betrieb) |                                                                    | Rheintalbahn von Freiburg                                  | Rheintalbahn von Freiburg                                         |
| Haltepunkt / Haltestelle · Blockstelle (Strecke außer Betrieb) | 231,8                                                              | Buggingen (Hp+Abzw)                                        | Buggingen (Hp+Abzw)                                               |
| Blockstelle · Blockstelle (Strecke außer Betrieb) | 242,7                                                              | Schliengen Nord (Abzw)                                     | Schliengen Nord (Abzw)                                            |
| Strecke nach rechts und von halblinks · Verschwenkung von rechts und ehemals von links |                                                                    | Rheintalbahn nach Basel                                    | Rheintalbahn nach Basel                                           |
| Tunnelanfang | 245,4                                                              |                                                            |                                                                   |
| Strecke (im Tunnel) |                                                                    | Katzenbergtunnel (9385 m)                                  | Katzenbergtunnel (9385 m)                                         |
| Tunnelende | 254,7                                                              |                                                            |                                                                   |
| Strecke nach halblinks und von rechts · Verschwenkung nach rechts und ehemals nach links | 259,4                                                              | Rheintalbahn von Offenburg                                 | Rheintalbahn von Offenburg                                        |
| Bahnhof · Dienststation / Betriebs- oder Güterbahnhof (Strecke außer Betrieb) | 264,3265,3                                                         | Haltingen Kilometersprung                                  | Haltingen Kilometersprung                                         |
| Abzweig geradeaus und nach halblinks · Strecke nach halbrechts (außer Betrieb) | 267,6                                                              | Weil am Rhein                                              | Weil am Rhein                                                     |
| Abzweig geradeaus und ehemals von halblinks · Strecke von halbrechts |                                                                    | Basel Bad Rbf                                              | Basel Bad Rbf                                                     |
| Grenze · Grenze | 267,745                                                            | Grenze Deutschland – Schweiz                               | Grenze Deutschland – Schweiz                                      |
| Brücke über Wasserlauf · Brücke über Wasserlauf |                                                                    | neue Wiesebrücke                                           | neue Wiesebrücke                                                  |
| Bahnhof · Bahnhof | 270,688                                                            | Basel Bad Bf                                               | Basel Bad Bf                                                      |
| Brücke über Wasserlauf · Brücke über Wasserlauf |                                                                    | zweite Basler Verbindungsbahnbrücke (seit 2012 in Betrieb) | zweite Basler Verbindungsbahnbrücke (seit 2012 in Betrieb)        |
| Abzweig geradeaus und nach links · Abzweig geradeaus und von rechts |                                                                    | Gellert Nord                                               | Gellert Nord                                                      |
| Strecke nach links · Kreuzung geradeaus oben |                                                                    | nach Basel SBB RB (Muttenz)                                | nach Basel SBB RB (Muttenz)                                       |
| Abzweig geradeaus und von links |                                                                    | von Olten                                                  | von Olten                                                         |
| Bahnhof | 275,138                                                            | Basel SBB                                                  | Basel SBB                                                         |
| Strecke |                                                                    | nach Strassburg                                            | nach Strassburg                                                   |
| |                                                                    |                                                            |                                                                   |
| Quellen: |                                                                    |                                                            |                                                                   |

Die Ausbau- und Neubaustrecke Karlsruhe–Basel (ABS/NBS Karlsruhe–Basel) ist eine weitgehend parallel zur Bahnstrecke Mannheim–Basel im Bau befindliche Schnellfahrstrecke. Mit dem Projekt soll die Kapazität durch Entmischung von Personen- und Güterverkehr zwischen Karlsruhe und Basel gesteigert werden. Im Personenfernverkehr soll die Reisezeit zwischen Karlsruhe und Basel um 31 Minuten verkürzt werden. Das Projekt ist Teil des Korridors Rotterdam–Genua und (abschnittsweise) der Magistrale für Europa (Paris–Budapest).
Die seit Mitte der 1980er-Jahre geplante Schnellfahrstrecke ging auf ersten Abschnitten ab 1993 in Betrieb. Auf dem seit 2001 bzw. 2004 fertiggestellten Abschnitt zwischen Rastatt-Süd und Offenburg verlaufen die zwei Gleise der neuen Schnellfahrstrecke direkt neben der bestehenden Bahnlinie. Darüber hinaus wurde 2012 der Katzenbergtunnel dem Verkehr übergeben, während in weiteren Abschnitten die Bauarbeiten stattfinden und in anderen das Baurecht noch nicht erteilt ist. Die wesentlichen unfertigen Teilprojekte sind der Tunnel Rastatt, der Tunnel Offenburg, die Güterzugstrecke von Offenburg nach Auggen mit der Westumfahrung Freiburgs für den Güterverkehr und der Ausbau der Bestandsstrecke parallel zur Güterzugstrecke für 250 km/h und abschnittsweise auf vier Gleise.
Die Fertigstellung des Gesamtvorhabens ist für 2041 vorgesehen (Stand: Februar 2021), die Neubauabschnitte sollen bis 2035 fertiggestellt sein. Planungsleistungen in den Abschnitten 7.2 bis 7.4 sind bis Ende 2042 vorgesehen.
Die Deutsche Bahn schätzt die Gesamtkosten des Projekts auf 14,2 Milliarden Euro (Stand: Mai 2020). Davon entfallen etwa 2 Milliarden Euro auf die bereits fertiggestellten Abschnitte.

## Verlauf
Zwischen Karlsruhe und Offenburg verläuft die Strecke in enger Parallellage mit der bestehenden Rheintalbahn. Von Offenburg bis Buggingen soll eine den Bereich von Freiburg weiträumig umfahrende Neubaustrecke in Parallellage zur A 5 entstehen. Dies schließt einen Tunnel ein, der nördlich von Offenburg abzweigt, damit die Güterzüge diese Stadt umfahren können. Auf dieser mit 160 km/h befahrbaren Strecke sollen zukünftig überwiegend Güterzüge verkehren. Eine dichte Besiedelung und deren Entlastung von den Auswirkungen des Güterverkehrs waren maßgebliche Gründe für die Wahl dieser Variante. Die bestehende, durch Freiburg führende Rheintalbahn wird parallel dazu von Offenburg bis Kenzingen für 250 km/h ausgebaut und erhält abschnittsweise vier Gleise. Von Kenzingen über Freiburg bis Buggingen wird die Strecke für eine Fahrgeschwindigkeit von 200 km/h ertüchtigt und soll hauptsächlich vom Personenverkehr befahren werden.

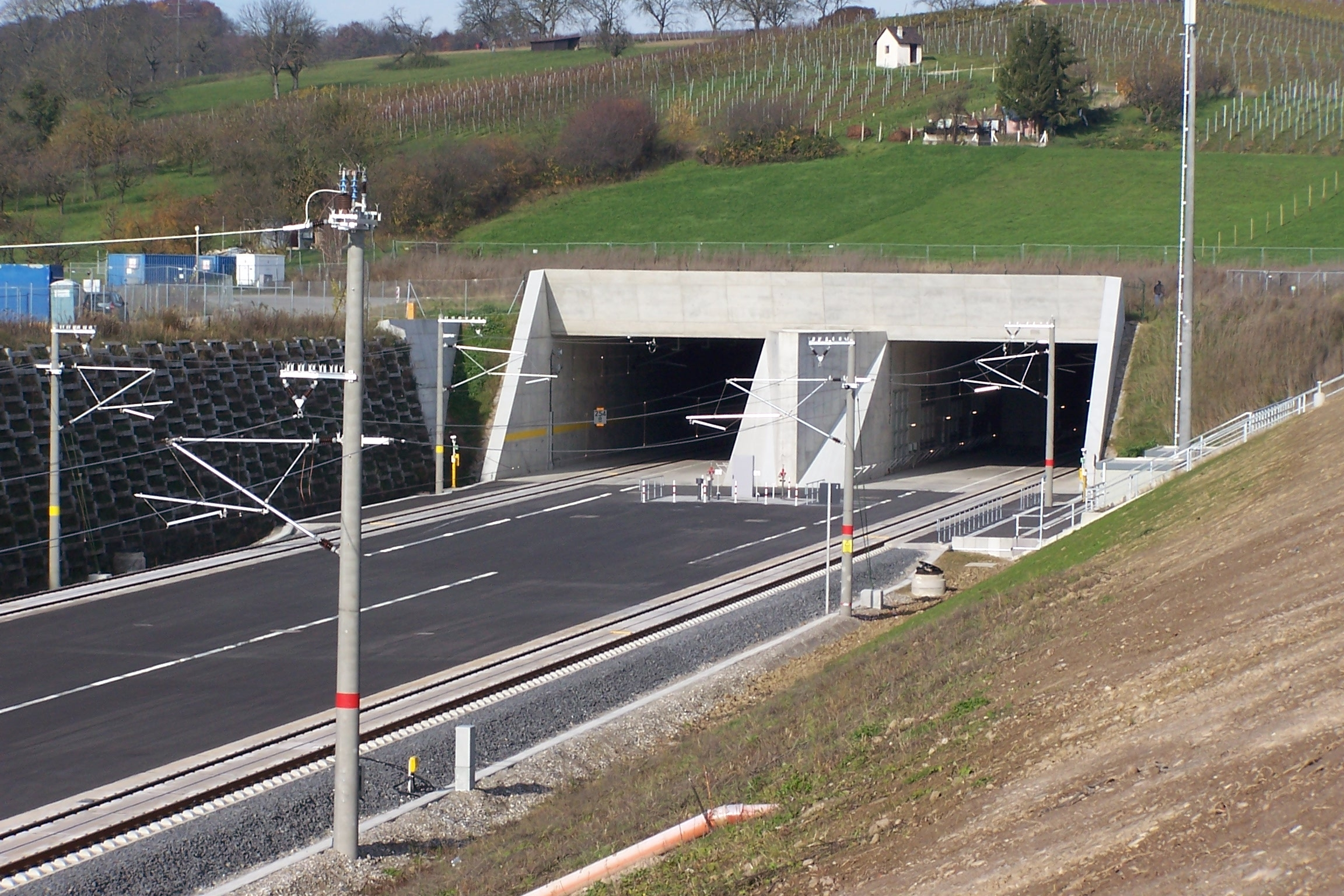
Südportal des Katzenbergtunnels

Bei Buggingen, südlich von Freiburg, treffen Güterumgehung und Rheintalbahn wieder aufeinander und werden parallel bis Schliengen geführt. Zwischen Schliengen und Eimeldingen liegt der Katzenbergtunnel, das mit 9,4 Kilometern Länge größte Einzelbauwerk der Strecke. Die in diesem Bereich kurvenreiche Streckenführung kürzen Personenzüge durch den Tunnel ab und umgehen sie damit. Im weiteren Verlauf werden Personen- und Gütergleise parallel bis in den Knoten Basel hinein geführt.
Die Strecke kann zwischen Rastatt Süd und Offenburg mit 250 km/h befahren werden. Auch zwischen Offenburg und Kenzingen sowie zwischen Buggingen und Basel soll nach Abschluss der Bauarbeiten diese Geschwindigkeit gefahren werden können. Für 160 km/h ist die geplante Güterzugstrecke ausgelegt. Nach Angaben der Bundesregierung wäre eine Anhebung auf 300 km/h in den noch nicht planfestgestellten Abschnitten planerisch aufwändig, jedoch nicht mit nennenswerten Fahrzeitvorteilen verbunden. Die projektierte Höchstgeschwindigkeit von 250 km/h, im Gegensatz zu den auf neueren Neubaustrecken erreichten 300 km/h, resultiere aus der in den 1980er Jahren aufgenommenen Planung. Zwischen dem Rastatter Bahnhof und Rastatt-Niederbühl ist die Strecke weiterhin zweigleisig, was mit dem Bau des Rastatter Tunnels behoben werden soll. Der restliche Bereich zwischen Offenburg und Freiburg sowie weiter südlich ist derzeit noch in Planung.
Die 60.000-Einwohner-Stadt Offenburg soll durch den rund 7 km langen Tunnel Offenburg unterquert werden. Am 28. Januar 2016 beschloss der Deutsche Bundestag den Bau und die Finanzierung dieses Tunnels.

## Geschichte

### Hintergrund
Bereits im 20. Jahrhundert wurden Wünsche nach einer Neubaustrecke laut, um das Gebiet des mittleren und südlichen Oberrheins wirtschaftlich zu stärken und zusätzlichen Nahverkehr zu ermöglichen.
Eine Studie für den Vorstand der Deutschen Bundesbahn schlug 1964 vor, durch Begradigungen – insbesondere bei Rastatt und Offenburg – erhebliche Fahrzeitgewinne zu realisieren.
Im 1970 vorgelegten Ausbauprogramm für das Netz der Deutschen Bundesbahn war vorgesehen, bis 1985 eine rund 50 Kilometer lange Neubaustrecke zur Entlastung des besonders stark belasteten Abschnitts zwischen Rastatt und Offenburg zu errichten. Die Trasse sollte bei Muggensturm von der Bestandsstrecke Karlsruhe–Ettlingen West–Rastatt abzweigen und Rastatt östlich sowie Achern westlich umfahren. Nördlich von Offenburg sollte die Strecke wieder in die Bestandsstrecke einmünden. Die Stadt Rastatt sollte dabei im Nebenschluss an die neue Strecke angebunden werden. Der Neubauabschnitt zwischen dem Raum Rastatt und Offenburg war dabei der zweithöchsten Prioritätsstufe des Ausbauplans zugeordnet worden, die bis 1985 realisiert werden sollte. Der Neubau der Abschnitte zwischen Mannheim und Karlsruhe sowie zwischen Offenburg und Basel sollte nach 1985 fertiggestellt werden.
War in der ersten Hälfte der 1970er Jahre noch eine nahezu direkte Neubaustrecke Karlsruhe–Basel mit Großlichtraumprofil (für den Lkw-Transport in geschlossenen Hochgeschwindigkeitswagen) vorgesehen, wurde die Planung in der zweiten Hälfte der 1970er Jahre aktualisiert. Mitte Juli 1979 wurden Pläne der Bundesbahn bekannt, für die Strecke keine vollständige Neubaustrecke mehr vorzusehen. Stattdessen sollten die neuen Gleise weitgehend neben die bestehende Trasse gelegt werden.
1990 fuhren werktags (in Summe beider Richtungen) rund 320 Züge auf der Bestandsstrecke. 1992 war die Bestandsstrecke zwischen Offenburg und Basel mit rund 130 Zügen je Tag und Richtung belastet; insbesondere in Richtung Basel galt die Strecke, bei einer errechneten Leistungsfähigkeit von rund 110 Zügen je Tag, als überlastet. Die Prognose für den Bundesverkehrswegeplan 1992 erwartete einen Anstieg der Zugzahlen südlich von Offenburg von 133 Zügen (Stand: um 1992) auf 190 Züge pro Tag und Richtung.

### Planung
Aufgrund vom Bundesverkehrsministerium durchgeführter verkehrsträgerübergreifender volks- und betriebswirtschaftlicher Untersuchungen wurde die Neu- und Ausbaustrecke (Karlsruhe–)Rastatt–Offenburg–Basel in den Bundesverkehrswegeplan 1980 (BVWP 1980) aufgenommen. Im Rahmen der Stufe I des BVWP 1980 war, bis 1990, zunächst eine zweigleisige Neubaustrecke zwischen Rastatt und Offenburg für 960 Millionen DM vorgesehen. Darüber hinaus war zwischen Offenburg und Basel ein dreigleisiger Ausbau mit Linienverbesserungen vorgesehen. Insgesamt sollten 2,5 Milliarden DM (Preisstand: 1978) in das Projekt investiert werden. Für die Zeit nach 1990 (Stufe II) sah der Bundesverkehrswegeplan 1980 ein zusätzliches Gleis zwischen Offenburg und Basel vor. Ende 1980 lief die Planung mit dem Ziel, 1981 erste Raumordnungsverfahren einleiten zu können. 1981 wurde in Karlsruhe eine Planungsgruppe für eine Aus- und Neubaustrecke gegründet. Das Raumordnungsverfahren für den Abschnitt Karlsruhe–Offenburg wurde in den Jahren 1983 und 1984 durchgeführt.
Mitte der 1980er Jahre galt insbesondere der Streckenabschnitt zwischen Offenburg und Rastatt als überlastet. Rund 290 Züge verkehrten täglich durch dieses Nadelöhr, an Spitzentagen noch mehr. Die Überlastung des Streckenabschnitts wurde von der damaligen Bundesbahn mit 30 Prozent angegeben. Bis zur Jahrtausendwende wurde mit einer Steigerung auf 350 Züge pro Tag gerechnet. Vorgesehen waren damals eine rund 70 Kilometer lange Neubaustrecke zwischen Durmersheim und Offenburg parallel zur bestehenden Strecke für 250 km/h, ein Ausbau für 200 km/h zwischen Offenburg und Schliengen (mit kapazitätsmaximierenden Maßnahmen), ein etwa 20 Kilometer langer Neubauabschnitt zwischen Schliengen und Basel sowie die planerische Berücksichtigung eines dritten Gleises südlich von Offenburg. Das Projekt sollte 2,3 Milliarden D-Mark kosten und 1995 abgeschlossen werden. Die Kosten-Nutzen-Analyse für den Bundesverkehrswegeplan zeigte ein Nutzen-Kosten-Verhältnis von 5,4 für das Gesamtprojekt Karlsruhe–Basel.
Die Vorbereitungen des Raumordnungs- und Planfeststellungsverfahrens begannen 1984. Das erste Raumordnungsverfahren, für den Abschnitt Karlsruhe–Offenburg, wurde im Herbst 1984 positiv abgeschlossen. Anschließend wurde umgehend mit der Detailplanung begonnen und ein erstes Planfeststellungsverfahren, für den Bereich Achern, 1985 eröffnet. Das gesamte Ausbauprojekt, in dessen Rahmen fast 80 Prozent der Streckenlänge mit 200 km/h befahrbar gemacht werden sollte, sollte möglichst bis 1994 fertiggestellt werden.
Im Februar 1988 wurde das Raumordnungsverfahren im Abschnitt Schliengen–Basel eingeleitet.
Im Bundesverkehrswegeplan 1985 war ein viergleisiger Ausbau zwischen Karlsruhe und Offenburg vorgesehen. In der Fortsetzung bis Basel sollte die Kapazität der beiden vorhandenen Gleise ausgebaut und eine Option für ein drittes Gleis berücksichtigt werden. Zwischen Offenburg und Schliengen sollte die Strecke mit verhältnismäßig geringem Aufwand für 200 km/h ausgebaut werden. Im vordringlichen Bedarf des BVWP 1985 wurde die so genannte 1. Stufe der ABS/NBS Karlsruhe – Offenburg – Basel mit Investitionskosten von 1.678 Millionen DM geführt. Für die im Abschnitt Planungen geführte 2. Stufen waren weitere 532 Millionen DM vorgesehen.
Mitte 1986 rechnete die DB damit, mit dem Bau im Folgejahr zu beginnen und das Projekt bis 1994 fertigzustellen. Dabei sollte zwischen Rastatt und Offenburg eine Neubaustrecke gebaut werden, auf der übrigen Strecke bis Basel die zulässige Höchstgeschwindigkeit auf mindestens 200 km/h angehoben werden (mit punktuellen Linienverbesserungen).
Der Verwaltungsrat der Deutschen Bundesbahn beschloss im Dezember 1986 den Ausbau. Am 1. Januar 1987 wurde die Genehmigung für den Neubau des Abschnitts Karlsruhe–Offenburg erteilt. Am 21. Januar 1987 entsprach Bundesverkehrsminister Werner Dollinger im Einvernehmen mit dem Bundesfinanzminister Gerhard Stoltenberg diesem Antrag der damaligen Deutschen Bundesbahn und genehmigte nach § 14.3c Bundesbahngesetz die im Bundesverkehrswegeplan 1985 vorgesehenen Mittel zum Bau der Strecke. Die Kosten waren damals mit rund 2,3 Milliarden D-Mark veranschlagt worden; der Bau sollte, nach Einleitung erster Planfeststellungsverfahren, noch 1987 begonnen werden. Im Endausbau sollte die Fahrzeit zwischen Hamburg und Basel um über zwei auf fünfeinhalb Stunden reduziert werden. Die Höchstgeschwindigkeit zwischen Karlsruhe und Offenburg sollte dabei bei 250 km/h, zwischen Offenburg und Basel bei 200 km/h liegen. Die vorhandene Rheintalbahn sollte zwischen Karlsruhe und Offenburg für durchgehend 160 km/h ausgebaut werden.
Im Dezember 1987 wurde der erste Planfeststellungsbeschluss (für den Abschnitt 4) bestandskräftig. Im gleichen Monat wurde der erste Rammschlag für eine neue Brücke über die Acher ausgeführt. Anfang 1990 lagen für drei Abschnitte Planfeststellungsbeschlüsse vor.
Noch 1988 war vorgesehen, den Abschnitt zwischen Offenburg und Basel zweigleisig zu belassen, jedoch für maximale Leistungsfähigkeit und eine Höchstgeschwindigkeit von 200 km/h auszubauen. Dabei sollte als langfristige Option ein dreigleisiger Ausbau offen gehalten werden. 1990 prüfte die Bundesbahn bereits einen durchgehend viergleisigen Ausbau. Die Entscheidung des Schweizer Parlaments von 1991, die Neue Eisenbahn-Alpentransversale zu realisieren, ließ einen durchgehenden viergleisigen Ausbau auch südlich von Offenburg erwarten.
Aufgrund der Neu- und Ausbauten der alpenquerenden Bahnverbindungen (zwischen der Schweiz und Italien sowie zwischen Österreich und Italien) wurde um 1989 die Planung im Abschnitt Karlsruhe–Basel auf hinreichende Kapazität überprüft. Obwohl die Erweiterung der Bestandsstrecke um zwei mit 250 km/h befahrbare Gleise im Bundesverkehrswegeplan 1985 noch nicht enthalten war, war dieser Ausbau planerisch bereits vorgesehen. Die Deutsche Bundesbahn nahm die Vorplanung dazu im Jahr 1989 auf. Dabei wurden für den Abschnitt zwischen Freiburg und Basel drei Variantengruppen entwickelt, die untereinander kombinierbar sind: entlang der Rheintalbahn, entlang der Bundesautobahn und Umfahrungstrassen. Das 1990 vorgelegte Ergebnis der Vorplanung erwartete, je nach Variante, Kosten von rund vier Milliarden DM, plus/minus 15 Prozent. Überlegungen, Freiburg mit einer gegenüber dem Bestand etwa 7,5 Kilometer kürzeren Strecke zu umfahren und stattdessen einen stadtfernen Halt an der Kreuzungsstelle mit der Breisachbahn bei Hochdorf anzubieten, wurden zwischenzeitlich verworfen. Diese Umfahrung Freiburgs sollte stattdessen nur Güterzügen und an Freiburg vorbeifahrenden Sonderzügen dienen.
In der 2. Jahreshälfte 1993 war der durchgehend viergleisige Ausbau der Rheintalbahn im Entwurf des Bundesverkehrswegeplans 1992 vorgesehen. Neben der NEAT-Entscheidung der Schweiz waren auch die Entscheidung für die Realisierung der Betuweroute in den Niederlanden, das zum 1. Dezember 1989 in Österreich eingeführte Lkw-Nachtfahrverbot, die Einführung des EG-Binnenmarktes zum 1. Januar 1993 und der gewünschte Ausbau des Schienenpersonennahverkehrs maßgebend für diese Entscheidung gewesen. Ein angedachter dreigleisiger Ausbau des Abschnitts wurde aufgrund nicht ausreichender Kapazitäten und betrieblicher Schwierigkeiten verworfen.
Am 6. September 1996 wurde im Vertrag von Lugano der viergleisige Ausbau der deutschen Zubringerstrecke Karlsruhe-Basel vereinbart. Über den Fortschritt der Arbeiten in Deutschland und der Schweiz wird regelmäßig in einem deutsch-schweizerischen Lenkungsausschuss berichtet.
Zwischen 1998 und 2003 waren keine Bundesmittel für den Ausbau der Strecke vorgesehen. Zunächst sollten Raumordnungs- und Planfeststellungsverfahren fortgeführt werden. Im Herbst 1999 wurde bekannt, dass aufgrund der angespannten Haushaltslage der viergleisige Ausbau zwischen Offenburg und Basel vorerst nicht realisiert werden sollte. Alle noch nicht begonnenen Maßnahmen wurden zurückgestellt und einer erneuten Bedarfsprüfung und Bewertung unterzogen. Laut der damaligen Lesart wäre erst bei einer Vollauslastung der NEAT ein Ausbau der mit CIR-ELKE ausgerüsteten Bestandsstrecke notwendig geworden. Von den Sparmaßnahmen nicht betroffen war der Abschnitt nördlich von Offenburg. Ende Juni 2000 gab DB Netz die Planungsmittel für die Abschnitte Offenburg–Niederschopfheim, Schliengen–Eilmeldingen und Haltingen–Weil am Rhein frei.
Ende 2002 kündigten DB und SBB an, auf Grundlage der Machbarkeitsstudie „Bypass Hochrhein“ von Ende 1993 Möglichkeiten für den kapazitiven Ausbau im Raum Basel zu prüfen. Mit der Einleitung des Planfeststellungsverfahrens im Abschnitt 7.3 am 3. Juli 2007 war das Baurecht für alle Abschnitte zwischen Offenburg und Weil am Rhein beantragt oder vorhanden.
Zwischen Karlsruhe und Basel lag die voraussichtliche, im Jahr 2007 geplante Reisezeitverkürzung im Personenverkehr bei 31 Minuten. Die geplante Fahrzeit lag dabei bei 69 Minuten. Auch der Nahverkehr entlang der Strecke soll verbessert werden. In dem im Mai 2019 vorgelegten 2. Gutachterentwurf des Deutschlandtaktes sind, für das Jahr 2030, zwei Fernverkehrszüge pro Stunde und Richtung über die Strecke vorgesehen. Dabei ist eine Reisezeit von 82 Minuten zwischen Karlsruhe und Basel vorgesehen. Bei Abfahrten in Karlsruhe zur vollen und halben Stunde soll Basel SBB kurz vor der halben und vollen Stunde erreicht werden.
Im 2009 eingerichteten Projektbeirat Rheintalbahn waren Vertreter des Bundes- und des Landesverkehrsministeriums, Landräte, Kommunalpolitiker und Bürgerinitiativen vertreten. Der Projektbeirat beschloss am 4. März 2013 einstimmig, die so genannte Bürgertrasse im Markgräflerland ebenso zu realisieren wie zusätzlichen Lärmschutz bei der Güterzugumfahrung von Freiburg. Darüber hinaus beschloss der Projektbeirat Rheintalbahn auf seiner zehnten und letzten Sitzung am 26. Juni 2015 Änderungen an der bestehenden Planung im Umfang von zwei Milliarden Euro, um einen über die gesetzlichen Vorschriften hinausgehenden Lärmschutz zu realisieren. Beschlossen wurde die Realisierung des Tunnels Offenburg, einer zweigleisigen Güterzugtrasse zwischen Offenburg und Riegel, zusätzlicher Lärmschutz zwischen Hügelheim und Auggen sowie eine niveaufreie Gestaltung des Bahnknotens Hügelheim.
Am 22. Mai 2019 unterzeichneten der deutsche Bundesverkehrsminister Scheuer und die Schweizer Verkehrsministerin Simonetta Sommaruga eine Ministererklärung, die u. a. den Ausbau der Streckenkapazität von 175 auf 225 Züge pro Tag und Richtung vorsieht, bevor die Gesamtstrecke 2041 ausgebaut sein wird. Anfang Februar 2020 hat Deutschland die Schweiz informiert, die Maßnahmen seien zwar auf Kurs, würden aber erst 2023 umgesetzt sein. Auch diese Erweiterungen kommen verspätet. Die Schweiz forciert nunmehr linksrheinische Alternativrouten über Frankreich und Belgien.
Das Vorhaben ist eines von 13 Infrastrukturprojekten des Deutschlandtakts, die laut dem im November 2021 vorgelegten Koalitionsvertrag der rot-grün-gelben Bundesregierung „beschleunigt auf den Weg“ gebracht und „mit hoher politischer Priorität“ umgesetzt werden sollen.

### Bau

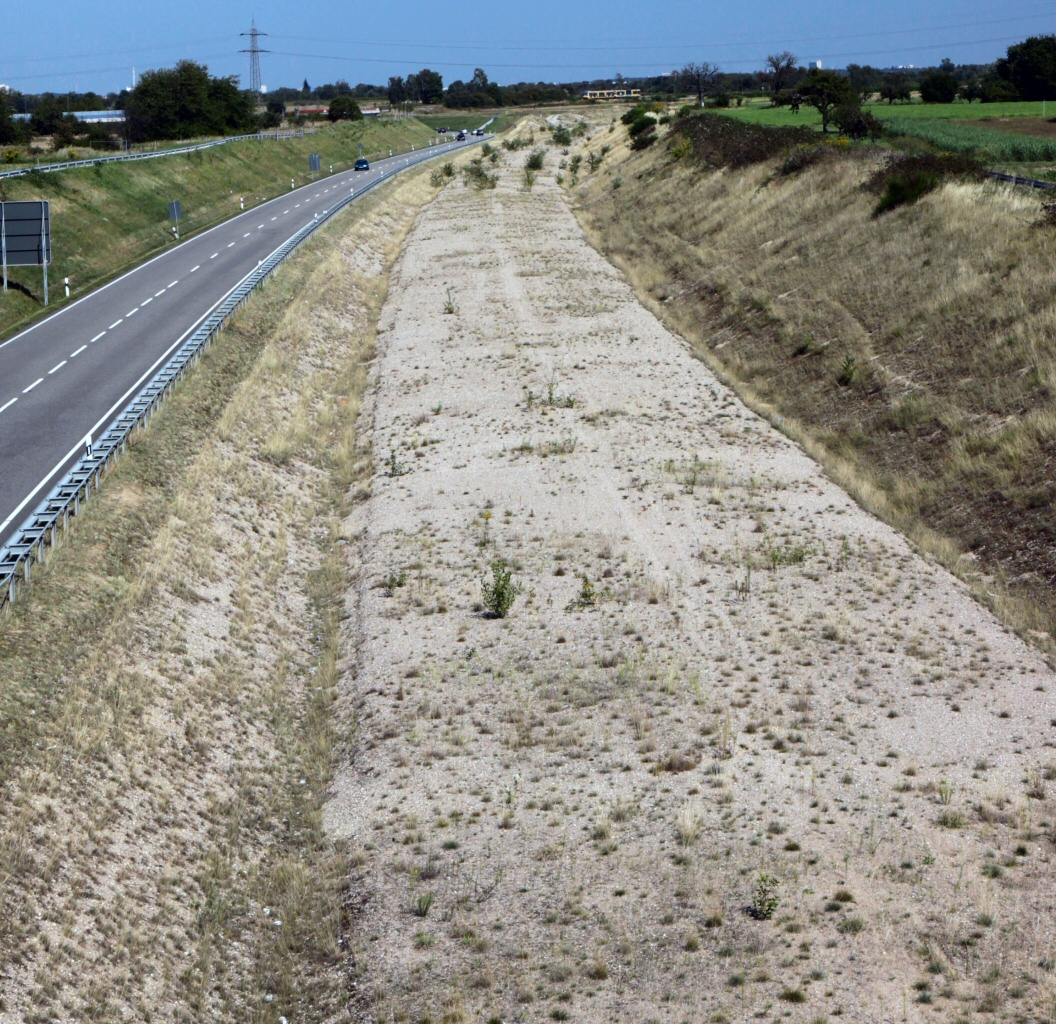
Bereits fertiggestelltes Planum der Trasse in Höhe von Durmersheim (2009)

Am 12. Dezember 1987 begannen, im Beisein des damaligen Kanzleramtsministers Wolfgang Schäuble, im Bahnhof von Achern die Bauarbeiten für zwei zusätzliche Gleise im Abschnitt Karlsruhe/Rastatt–Offenburg. Im Dezember 1988 begannen die Arbeiten im Bereich Bühl/Ottersweier.
Für einen Teil des Neubauabschnitts zwischen Karlsruhe und Rastatt (PfA 1.1) wurde, zusammen mit dem Neubau der Bundesstraße 36, Ende 2006 auf einer Länge von etwa 7,5 Kilometern das Gleisplanum erstellt. Der eigentliche Spatenstich für die Planfeststellungsabschnitte 1.1 und 1.2 (umfasst auch den Tunnel Rastatt) fand im Juli 2013 statt – seitdem befinden sich die Abschnitte im Bau (Stand: 2021).
Darüber hinaus befinden sich aktuell (Stand: 2021) die an den bereits eröffneten Katzenbergtunnel anschließenden Planfeststellungsabschnitte 9.0 und 9.2 sowie der Abschnitt 9.3 (Basel) im Bau.

### Inbetriebnahme
Im März 1993 wurde der erste Abschnitt, neun Kilometer zwischen Bühl und Achern, in Betrieb genommen. Das südliche Richtungsgleis wird seit dem 7. März, das nördliche seit dem 28. März planmäßig befahren. Im Anschluss wurde der Verkehr von den alten Gleisen in diesem Teilstück – bei unveränderter Höchstgeschwindigkeit von 160 km/h – auf die neue Trasse für Bauarbeiten auf der Bestandsstrecke umgelegt.
Im Juni 2001 wurde der Betrieb zwischen Bühl und Offenburg aufgenommen. Mitte 2003 wurde die Fertigstellung des Gesamtprojekts für 2012 erwartet.
Nach neunjähriger Bauzeit und Investitionen von rund 260 Millionen Euro ging zum Fahrplanwechsel am 12. Dezember 2004 der rund 20 Kilometer lange Abschnitt zwischen Rastatt Süd und Bühl in Betrieb. In dem neuen Streckenabschnitt wurden vier neue Haltepunkte (Baden-Baden Haueneberstein, Baden-Baden Rebland, Sinzheim und Sinzheim Nord) in Betrieb genommen und eine neue Stadtbahnlinie (S4) zwischen Baden-Baden und Achern eingerichtet. Damit waren insgesamt 43 Kilometer fertiggestellt. Die Gesamtinvestition belief sich zu diesem Zeitpunkt auf 1,2 Milliarden Euro.

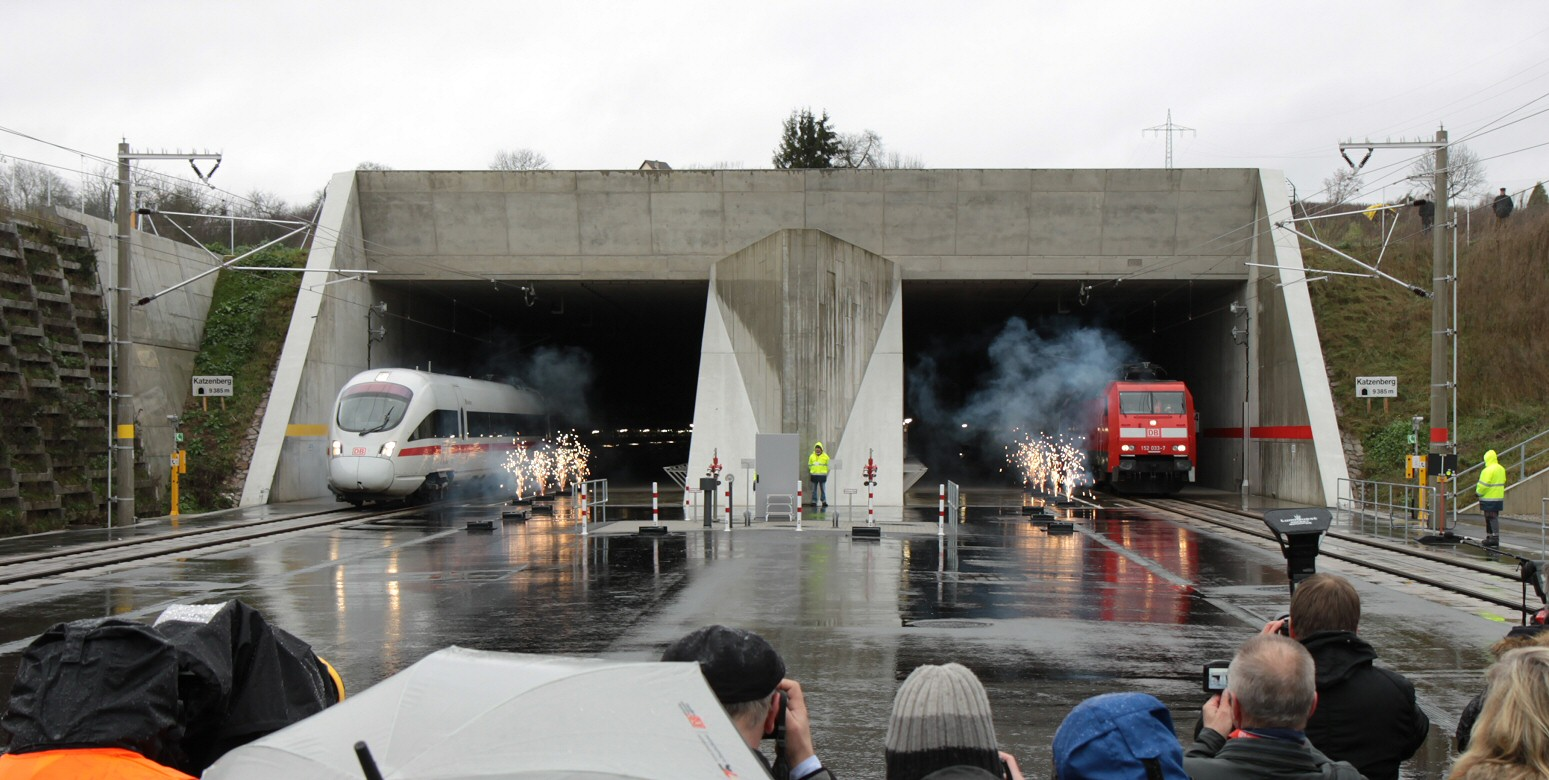
Eröffnungsfahrt am Katzenbergtunnel mit einem ICE und einem Güterzug (4. Dezember 2012)

Der Katzenbergtunnel wurde am 4. Dezember 2012 in Betrieb genommen.
Im Juli 2015 ging die Verantwortung für das Projekt von der DB ProjektBau auf DB Netz über.

### Ausblick

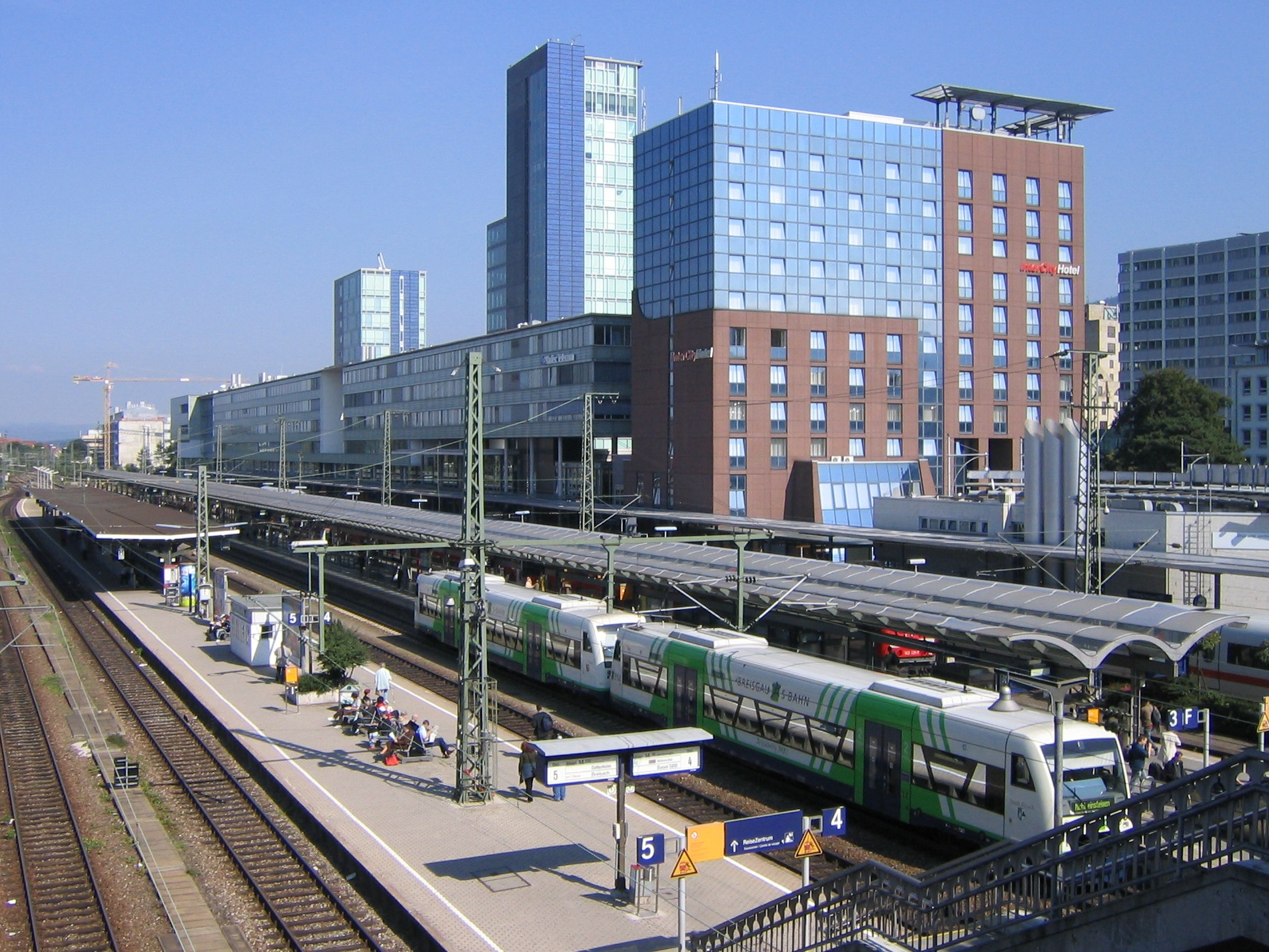
Freiburg im Breisgau Hbf

Eine Prognose für den Bundesverkehrswegeplan geht im Abschnitt Offenburg–Basel von 38 Zugpaaren täglich im Fernverkehr aus. Im Güterverkehr wird mit 137 täglichen Zügen in Nord-Süd-Richtung sowie 147 Zügen in Süd-Nord-Richtung gerechnet. Im Abschnitt zwischen Buggingen und Basel werden 138 Züge in Nord-Süd-Richtung sowie 148 Züge in Süd-Nord-Richtung erwartet. Die Bundesregierung rechnet in dem am stärksten belasteten Abschnitt der Rheintalbahn im Jahr 2025 mit 335 Zügen pro Tag. Eine Prognose für das Jahr 2030 sollte erstellt werden, wenn der Bundesverkehrswegeplan 2030 vorliegt.

#### Abschnitt Offenburg – Katzenbergtunnel
Südlich des Bahnhofs Offenburg ist aufgrund eines engen Bogens mit 300 bis 400 Metern Radius die zulässige Geschwindigkeit auf 80 km/h begrenzt. Die Deutsche Bahn untersuchte die Möglichkeit eines Güterzugtunnels in Offenburg. Zunächst soll dazu eine Trasse festgelegt und anschließend Erkundungsbohrungen vorgenommen werden. Auch eine autobahnparallele Trasse zwischen Offenburg und Riegel soll untersucht werden. Die Kosten beider Untersuchungen in Höhe von insgesamt 1,3 Millionen Euro teilen sich die DB und das Land Baden-Württemberg zu gleichen Teilen. Die inzwischen ermittelten Mehrkosten liegen je nach Variante zwischen 450 und 780 Millionen Euro. Das Bundesverkehrsministerium fordert, dass das Land Baden-Württemberg sich an der Hälfte dieser Kosten beteiligt. Das Land lehnte diese Forderung ursprünglich ab. Laut Angaben der Deutschen Bahn bestand über die autobahnparallele Trasse zwischen Offenburg und Riegel kein Konsens. Laut einem Pressebericht lägen die Mehrkosten dieser (gegenüber der ursprünglichen Planung längeren) Variante bei 300 Millionen Euro.
2016 wurde jedoch beschlossen, zwischen Offenburg und Riegel eine reine Güterzugstrecke weit westlich der jetzigen Strecke in der Nähe der Autobahn zu bauen, einen Güterzugtunnel im Raum Offenburg und die Bestandsstrecke von Offenburg bis Riegel für 250 km/h auszubauen. Von Riegel bis Buggingen wird die Neubaustrecke wie bereits seit längerem geplant weiträumig an Freiburg vorbeigeführt und die Bestandsstrecke über Freiburg für 200 km/h ausgebaut.
Eine Reihe von Bürgerinitiativen, die sich in der Interessengemeinschaft Bahnprotest an Ober- und Hoch-Rhein (Abk. IG BOHR) zusammengeschlossenen haben, legten ein als Baden 21 bezeichnetes Alternativkonzept vor; hierfür wurden 172.000 Unterschriften gesammelt. Die kumulierten Mehrkosten der hierbei vorgeschlagenen Maßnahmen gegenüber der von der Deutschen Bahn vorgelegten Planung werden auf mehr als 900 Millionen Euro geschätzt.
Am 5. März 2012 einigte sich der Projektbeirat, die so genannte „Bürgertrasse“ einschließlich der Güterumgehung von Freiburg zwischen Kenzingen und Buggingen bzw. Müllheim (Verschiebung des „Knotens Buggingen“ im Verlauf der Bürgertrasse nach Süden) bis 2020[veraltet] zu realisieren. Die damit verbundenen Mehrkosten von 250 Millionen Euro, die für über dem gesetzlichen Niveau liegende Maßnahmen an Lärm- und Landschaftsschutz anfallen (z. B. die Nichtberücksichtigung des Schienenbonus in diesem Streckenabschnitt), teilen sich der Bund und das Land Baden-Württemberg je zur Hälfte. Vom Mehraufwand entfallen 84 Millionen auf die Umfahrung von Freiburg und 166 Millionen auf die übrige Trasse.
Am 4. März 2013 forderte der Projektbeirat die Deutsche Bahn auf, die Planung für die zunächst geplante oberirdische Trasse nicht mehr weiterzuführen. Die Deutsche Bahn kündigte an, diesem Schritt zu folgen, sobald die Finanzierung für einen solchen Tunnel sichergestellt sei.

## Gliederung
Das Projekt ist in neun Streckenabschnitte und 21 Planfeststellungsabschnitte (entsprechend den Gemeinde- und Kreisgrenzen) gegliedert (alle Abschnitte auf dem Stand November 2022):
- Abschnitt 1: Karlsruhe–Rastatt-Süd (km 60,66–100,87): 24,3 Kilometer (in Bau/in Betrieb). Das Planfeststellungsverfahren wurde am 27. Juni 1990 eingeleitet[62] und im August 1998 abgeschlossen, seitdem liegt das Baurecht vor. Im August 2012 wurde die Finanzierungsvereinbarung unterschrieben, seit Sommer 2013 wird gebaut. Bis Ende 2025 sollen die Bauarbeiten an den Abschnitten 1.1 und 1.2 abgeschlossen sein, sodass diese Ende 2026 in Betrieb gehen können.[63][64]
  - Abschnitt 1.0: Karlsruhe–Bashaide: Das Planfeststellungsverfahren beschränkt sich auf die Beseitigung von Bahnübergängen.[65] und die Modernisierung der Oberleitungsanlagen. Mit der Beseitigung der Bahnübergänge wurde 2002 mit dem Messetunnel begonnen. Die Oberleitungsarbeiten wurden Anfang 2022 fertiggestellt[66]. Die Beseitigung des Bahnübergangs auf Höhe des Naturschutzgebietes Allmendäcker befindet sich im Planungsstadium. Im Zuge der Planungen wird auch der dreigleisige Ausbau der Bahnstrecke zwischen Karlsruhe und Bashaide berücksichtigt.[67] Der Baubeginn ist für das Jahr 2034 vorgesehen, die Fertigstellung soll voraussichtlich bis 2038 erfolgen. Zudem wird ein möglicher viergleisiger Ausbau der Strecke derzeit geprüft.[68]
  - Abschnitt 1.1: Bashaide–Ötigheim: Das Planum für die NBS wurde zwischen 2001 und 2006 im Zuge der Trassenbündelung mit der Bundesstraße 36 gebaut.[69] Der Neubau der zwei zusätzlichen Gleise für 250 km/h begann im Sommer 2018 und ist seit Mai 2020 fertiggestellt, die Anbindung an die Bahnstrecke Mannheim–Rastatt am Abzweig Bashaide folgte bis zum 8. November 2021.[64][70][71]
  - Abschnitt 1.2: Ötigheim–Rastatt Süd mit Tunnel Rastatt: Der offizielle erste Spatenstich erfolgte am 30. Juli 2013.[51] Der mit Kosten von 693 Mio. Euro kalkulierte Abschnitt sollte ursprünglich 2022 fertiggestellt werden. Aufgrund einer Gleisabsenkung am 12. August 2017 über dem Tunnel wird eine Inbetriebnahme nicht vor 2026 sowie eine erhebliche Kostensteigerung erwartet.[72][73]
- Abschnitt 2: Rastatt Süd–Sinzheim (km 100,87–114,37): 13,5 Kilometer (2004 eröffnet)
- Abschnitt 3: Bühl–Ottersweier (km 114,37–121,75): 7,4 Kilometer (2001 eröffnet)
- Abschnitt 4: Sasbach–Achern (km 121,75–130,53): 7,8 Kilometer (2001 eröffnet); im Dezember 1987 war eine Planung in diesem Abschnitt erstmals planfestgestellt worden.[15]
- Abschnitt 5: Renchen–Appenweier (km 130,52–140,16): 9,6 Kilometer (2001 eröffnet); der Planfeststellungsbeschluss war im Juli 1992 bestandskräftig geworden.[74]
- Abschnitt 6: Appenweier–Offenburg (km 140,16–145,48): 5,3 Kilometer (2001 eröffnet)
- Abschnitt 7: Appenweier–Kenzingen: 46,5 km Neubaustrecke westlich der Rheintalbahn, größtenteils in Bündelung mit der A 5; Ausbau der Bestandsstrecke auf 34,9 km Länge für Höchstgeschwindigkeiten bis 250 km/h. Zunächst war ein viergleisiger Ausbau der Bestandsstrecke und eine viergleisige Durchfahrt durch Offenburg geplant. Nach Protesten der Anrainer wurde eine Untertunnelung Offenburgs und eine autobahnnahe Güterzugtrasse beschlossen (Kernforderungen 1 und 2 des Projektbeirats), die Mehrkosten trägt der Bund. Seit 2016 läuft die Vorplanung, 2022 neigt sie sich dem Ende zu.[75] Der Bau der NBS soll 2026 beginnen und 2035 in Betrieb gehen. Im Anschluss wird die Bestandsstrecke ausgebaut und soll 2041 in Betrieb gehen.[76]
  - Abschnitt 7.1: Appenweier–Hohberg: umfasst den Tunnel Offenburg (ca. 10 km Länge, Höchstgeschwindigkeit 120 km/h),[75] südlich von Offenburg verbindet eine Kurve die Rheintalbahn mit der auf 160 km/h ausgelegten Neubaustrecke. Im Juli 2022 wurden die Planungsunterlagen beim Eisenbahn-Bundesamt eingereicht.[77] Der Bau soll 2026 beginnen und 2034 abgeschlossen sein.[76]
  - Abschnitte 7.2–7.4: Hohberg–Kenzingen: Errichtung der autobahnnahen, rund 31 km langen Güterzugtrasse für 160 km/h. Für diese Abschnitte neigt sich die Planungsphase dem Ende zu, als Nächstes folgt die frühe Öffentlichkeitsbeteiligung. Ende 2023/Anfang 2024 sollen die Planfeststellungsunterlagen eingereicht werden.[78] 2029 soll der Bau beginnen und bis 2034 abgeschlossen sein. Nach der Inbetriebnahme 2035 soll bis 2041 der Ausbau der Bestandsstrecke auf rund 28 km Länge für 250 km/h sowie teilweise eine Erweiterung auf vier Gleise erfolgen.[79]
- Abschnitt 8: Kenzingen–Müllheim (45,3 Kilometer, in Planung): Der Streckenabschnitt besteht aus zwei Teilprojekten: Dem Neubau der zweigleisigen mit 160 km/h befahrbaren Strecke für den Güterverkehr (Güterumfahrung Freiburg) zwischen Kenzingen und Müllheim sowie dem Ausbau der bestehenden Rheintalbahn zwischen Teningen und Buggingen für 200 km/h nach Inbetriebnahme der NBS. Dabei soll wegen der engen Kurven im Bereich Batzenberg ein neuer Tunnel entstehen.[80] Die NBS soll Ende 2031, die ABS Ende 2038 in Betrieb gehen.[76]
  - Abschnitt 8.0: Kenzingen–Riegel (rund 5,6 km): Nachdem 2016 beschlossen wurde, die Planungen zu überarbeiten und Ende 2020 ein neuer Antrag auf Planfeststellung eingereicht wurde, begann 2021 das Anhörungsverfahren. 2026 beginnt der Bau der Neubaustrecke parallel zur Autobahn. Außerdem wird eine provisorische Verbindungsspange von der Rheintalbahn zur Neubaustrecke errichtet, damit der Güterverkehr von der Rheintalbahn auf die Neubaustrecke wechseln kann. Nach Fertigstellung dieser Bauphase wird ab 2032 die Verbindungsspange Süd zwischen Neubaustrecke und Rheintalbahn gebaut. Gleichzeitig findet der Ausbau der Neubaustrecke Richtung Norden sowie der Umbau des Bahnhofs Riegel-Malterdingen statt. Nach der Inbetriebnahme 2035 wird die Rheintalbahn nördlich von Riegel-Malterdingen um zwei zusätzliche Gleise erweitert und für 250 bzw. 200 km/h (ab km 183,1) ausgebaut. Der Fernverkehr wechselt währenddessen auf die Neubaustrecke, während das Provisorium zurückgebaut wird. Ende 2041 soll der Abschnitt vollständig fertig und in Betrieb sein.[81]
  - Abschnitt 8.1: Riegel–March (rund 11,4 km): Bündelung der Güterverkehrs-Neubaustrecke mit der A 5. 8,1 Kilometer Schallschutzwände sind vorgesehen. Das Planfeststellungsverfahren wurde im Dezember 2006 eingeleitet; der Planfeststellungsbeschluss wurde im Jahr 2009 für 2012 erwartet.[82] Die Entwurfsgeschwindigkeit beträgt 160 km/h.[83] Die Unterlagen sollten Ende 2014 neu beim Eisenbahn-Bundesamt eingereicht werden.[84] Die erste Offenlage erfolgte vom 30. Januar bis 13. März 2017. Der Planfeststellungsbeschluss wurde für 2019 erwartet.[85] Das Investitionsvolumen wird mit mehr als 100 Millionen Euro beziffert.[84] Im Mai 2019 folgte eine zweite Offenlage für den Abschnitt, da danach die Planung fortgeschrieben und vertieft wurde. Anfang Januar 2024 lag der Planfeststellungsbeschluss vor und die Deutsche Bahn rechnete mit einem Baubeginn 2025.[86]
  - Abschnitt 8.2: Freiburg–Schallstadt (rund 17 km): Umfahrung der Freiburger Bucht in Bündelung mit der A 5. Mit dem (in offener Bauweise geplanten) Mengener Tunnel (1.956 Meter, km 209 bis 211) wird der Alemannenbuck westlich von Munzingen unterfahren. Der dreistreifige Ausbau der A 5 wurde bei den Planungen berücksichtigt.[87] Die Entwurfsgeschwindigkeit beträgt 160 km/h. Das Planfeststellungsverfahren startete 2019. 2020 begann das Anhörungsverfahren, aktuell befindet sich der Abschnitt in Genehmigung.[88] Die Strecke soll ab 2025 gebaut werden.[76]
  - Abschnitt 8.3: Bad Krozingen (rund 4 km): Die Strecke schließt im Norden an den Mengener Tunnel an und verläuft in einer Tieflage von bis zu 13 Metern, die ziemlich aufwendig herzustellen ist. Es werden zusätzlich zwei Landschaftsbrücken mit einer Länge von 360 und 480 Metern gebaut, die eher Tunneln als Brücken ähneln. Der Abschnitt befindet sich aktuell in Genehmigung und soll ab 2025 gebaut werden.[89]
  - Abschnitt 8.4: Bad Krozingen–Müllheim (rund 12 km): 2013 wurde ein neuer Planfeststellungsabschnitt 8.4 gebildet, der den Großteil des bisherigen Abschnitts 8.3 umfasst. Er beginnt nördlich von Tunsel und endet auf Höhe von Müllheim. Von Tunsel bis auf Höhe von Buggingen soll die Trasse in Tieflage geführt werden, bei Hügelheim soll die Strecke kreuzungsfrei mit der Rheintalbahn verknüpft werden.[90] Dafür sind zwei Kreuzungsbauwerke und sieben Gleise notwendig, die gemeinsam den Knoten Hügelheim bilden. Der Erörterungstermin für die Abschnitte 8.3 und 8.4 fand vom 12. bis 20. Juli 2022 statt,[91] jetzt sind die Abschnitte in Genehmigung und sollen ab 2025 gebaut werden.[76][92]
  - Abschnitt 8.5–8.9: Ausbaustrecke: Die Rheintalbahn wird auf rund 45 Kilometern Länge zwischen Teningen und Buggingen auf 200 km/h ausgebaut. Der sehr kurvige Abschnitt im Bereich Batzenberg soll künftig durch ein Tunnelbauwerk geführt werden. Dafür gibt es drei mögliche Varianten, die derzeit überprüft werden.[93] Derzeit ist der Abschnitt in Planung, der Bau soll 2032 nach Inbetriebnahme der Güterumfahrung beginnen, die Ausbaustrecke soll dann schließlich Ende 2038 in Betrieb gehen.[94][76]
- Abschnitt 9: Müllheim–Basel (km 222,40–271,61) (in Betrieb/in Bau, 31,2 Kilometer); der Abschnitt wurde Mitte der 1990er Jahre aufgeteilt; zwischen 1990 und 1996 ruhte aufgrund fehlender Finanzierungszusagen die Planung[95]
  - Abschnitt 9.0: Müllheim–Auggen (rund 6 km): In diesem Abschnitt werden zwei zusätzliche Gleise östlich der bestehenden Strecke gebaut. Die Finanzierungsvereinbarung wurde am 21. Januar 2013 unterzeichnet, seit Herbst 2019 laufen die Arbeiten zur Umverlegung der Rheintalbahn (dem so genannten „Trassentausch“) und der Neugestaltung des Haltepunkts Auggen. Der Bau der Neubaustrecke sowie die Umgestaltung des Bahnhofs Müllheim begann 2022,[96] die Fertigstellung und Inbetriebnahme ist für Ende 2025 vorgesehen.[76]
  - Abschnitt 9.1: Schliengen–Eimeldingen (rund 17,6 km): Die Planfeststellung für den Abschnitt (mit dem 9,385 km langen Katzenbergtunnel) wurde im Jahr 1997 beantragt.[97] Die Planfeststellung erging am 22. November 2002.[98] Erste bauvorbereitende Maßnahmen begannen im Dezember 2002.[97] Eine Reihe von Klagen von Anliegergemeinden, Bürgern und Unternehmen gegen den Planfeststellungsbeschluss wurde Ende Januar 2004 durch den Verwaltungsgerichtshof Baden-Württemberg abgewiesen.[98] Der Abschnitt wurde im Dezember 2012 eröffnet. Der Katzenbergtunnel soll mit ETCS ausgerüstet werden.[99]
  - Abschnitt 9.2: Haltingen–Weil am Rhein (rund 5 km): Parallele Streckenführung von Fern- (Ostseite) und Güterbahn (Westseite) in diesem Abschnitt.[65] Nördlich von Haltingen fädeln außen liegende Regionalverkehrsgleise aus der Güterstrecke gen Süden aus. Südlich von Weil Einfädelung in die Rheintalbahn. Beide Regionalgleisanbindungen sind höhenfrei ausgebildet, mit bis zu 40 Promille steilen Überwerfungsbauwerken. Bei Haltingen entstehen Überleitmöglichkeiten zwischen Fern- und Güterbahn, insbesondere für Güterzüge von und zum Katzenbergtunnel. Zusätzlich Unterquerung für die Strecke 4411 (Weil am Rhein – Basel Badischer Bahnhof) in Weil. Westlich der Güterzugstrecke entsteht eine Erweiterung des Basler Rangierbahnhofs (sechs Gleise mit je 750 Metern Nutzlänge, drei Lok-Vorratsgleise), teils auf deutschem, teils auf Schweizer Gebiet.[100] Das Planfeststellungsverfahren für diesen Abschnitt wurde im Jahr 2000 beantragt.[97] Eine im Laufe des Verfahrens wesentlich geänderte Trasse führte 2005 zu einer erneuten Auslegung der neuen Planung.[97] Der Planfeststellungsbeschluss wurde schließlich am 1. Februar 2010 erlassen[101]; die bauvorbereitenden Maßnahmen liefen am 8. Februar 2010 an. Die übrigen Bauarbeiten zwischen Weil und Haltingen sollen im August 2010 beginnen.[102] Zahlreiche Trassenvarianten waren in diesem Abschnitt untersucht worden. Die Arbeiten sollten bis 2012 realisiert werden. Im Endzustand sollen insgesamt zehn Kilometer lange und bis zu fünf Meter hohe Schallschutzwände den Lärmpegel im Vergleich zum Ist-Zustand um bis zu 19 dB (A) reduzieren.[65] Weitere Verbesserungen für diesen Abschnitt sollen (Stand: Oktober 2010) diskutiert werden.[57] Der Abschnitt ist aktuell im Bau und sollte ursprünglich 2024 in Betrieb gehen (Stand: Juli 2016).[103] Inzwischen rechnet die Bahn mit einer Inbetriebnahme Ende 2028.[76]
  - Abschnitt 9.3: Basel (rund 3,1 km): Der Abschnitt verläuft von der deutsch-schweizer Staatsgrenze über den Badischen Bahnhof bis zum nördlichen Rheinufer.[104] Daran schließt sich die neue Rheinbrücke Basel an, die bereits im Oktober 2012 in Betrieb genommen wurde.[105] Da der Abschnitt vollständig auf Schweizer Gebiet liegt, erfolgte das Genehmigungsverfahren nach Schweizer Recht und wurde von den Schweizer Behörden durchgeführt.[105] Gegen den Abschnitt wurden 36 Einsprachen vorgebracht. Die Baubewilligung wurde durch das Bundesamt für Verkehr am 30. Oktober 2020 erteilt.[106] Es werden rund 10 km Gleise verlegt und 3 Eisenbahnüberführungen errichtet, außerdem werden am Nord- und Südkopf des Badischen Bahnhofs Gleise verlegt oder neu gebaut.[107] Die Bauarbeiten im Abschnitt begannen im Juni 2021 und sollen Mitte 2028 abgeschlossen sein, für Ende 2028 ist die Inbetriebnahme vorgesehen (Stand: 2022).[76]

## Kosten und Finanzierung
Im Bundesverkehrswegeplan 2003 ist das Projekt im vordringlichen Bedarf enthalten. Die Gesamtkosten wurden damals auf 4,5 Mrd. Euro geschätzt.
Im Frühjahr 2005 kündigte die Bundesregierung an, bis 2008 zusätzlich 500 Millionen Euro für Schienenverkehrsprojekte bereitzustellen, darunter die Aus- und Neubaustrecke Karlsruhe-Basel. Zur weiteren Finanzierung sollte wiederum auch ein Teil der Mittel von rund einer Milliarde Euro eingesetzt werden, die von 2012 bis 2015 zusätzlich in das deutsche Schienennetz investiert werden sollten. Diese Mittel stammten teilweise aus der Dividende, die von der Deutschen Bahn AG seit 2011 an den Bund abgeführt wird.
Bis Mitte 2005 waren bereits etwa 1,6 Mrd. Euro verbaut. Der Großteil der Finanzierung erfolgt durch die Bundesrepublik Deutschland. 2006 wurden 108 Mio. Euro investiert.
Die Bundesregierung beabsichtigte 2007, mit Vorliegen weiterer Planfeststellungsbeschlüsse die jährliche Investitionssumme deutlich zu steigern. Ende 2007 wurde mit rund 4,5 Mrd. Euro Gesamtkosten gerechnet: Etwa 4,2 Mrd. davon sollten aus Mitteln des Bundes aufgebracht werden, etwa 250 Mio. Euro aus Eigenmitteln der Deutschen Bahn AG sowie etwa 50 Mio. durch Baukostenzuschüsse Dritter, beispielsweise der Europäischen Union.
2008 wurden 75,4 Mio. Euro für das Projekt aufgewendet. Die bis dahin angefallenen Gesamtkosten summierten sich auf rund 1,79 Mrd.
Mitte September 2010 wurde die Finanzierungsvereinbarung für die insgesamt 8,5 Kilometer langen Abschnitte 9.2 und 9.3 mit einem Gesamtvolumen (Planungs- und Baukosten) von knapp 400 Mio. Euro unterzeichnet. Laut Angaben der Bundesregierung war darüber hinaus auch die Finanzierung des Abschnitts 9.3 gesichert, für den damals noch das Baurecht fehlte.
2010 wurden die Gesamtkosten mit 5,743 Mrd. Euro angegeben und rund 100 Mio. Euro in das Projekt investiert; insgesamt waren bis dahin 1,94 Mrd. Euro verausgabt worden. Die Deutsche Bahn AG begründete die Kostensteigerung gegenüber der Kostenschätzung von 2003 (4,5 Mrd. Euro) aus der Nominalisierung der Baukosten bis zur geplanten Fertigstellung (rund 580 Mio.), Änderungen aufgrund geänderter Richtlinien und Anpassungen an das Ergebnis von Planfeststellungsverfahren (rund 520 Mio.) sowie zusätzlichen Baumaßnahmen zwischen Rastatt und Offenburg (rund 100 Mio.). Für den fertiggestellten Abschnitt zwischen Rastatt Süd und Offenburg seien 1,3 Mrd. Euro aufgewendet worden.
2011 betrug die Investitionssumme rund 94, 2012 rund 88, 2013 rund 69 sowie 2014 rund 74 Mio. Euro. 2012 und 2013 beteiligte sich die Europäische Union mit zusammen 33,7 Mio. Euro. Im Rahmen der bis 2015 laufenden Förderperiode beteiligte sich die EU mit voraussichtlich fast 90 Mio. Euro an der Finanzierung. Dies entspreche etwa zehn Prozent der in diesem Zeitraum verausgabten Projektkosten. Bis 2020 sind weitere 350 Mio. Euro vorgesehen.
Mitte 2012 wurden die Baukosten auf 5,7 Mrd. Euro geschätzt, zuzüglich etwas mehr als einer Mrd. Planungskosten. Am 24. August 2012 schlossen das Bundesministerium für Verkehr, Bau und Stadtentwicklung und die Deutsche Bahn eine Finanzierungsvereinbarung über den Planfeststellungsabschnitt 1, einschließlich des 4,27 Kilometer langen Tunnels Rastatt, im Umfang von 693 Millionen Euro.
Laut Angaben der Bundesregierung von Januar 2013 betrug der noch erforderliche Mittelbedarf rund 3,66 Mrd. Euro. Davon entfielen rund 1,23 Mrd. auf die baureifen bzw. im Bau befindlichen Planfeststellungsabschnitte 1, 9.0b, 9.1, 9.2 und 9.3.
Ende 2012 lagen die geschätzten Gesamtkosten bei knapp 6,2 Mrd; darin war die Umsetzung der „Kernforderungen“ 3 bis 6 bereits enthalten. Bis Ende 2014 waren davon 2,270 Mrd. Euro ausgegeben.
Mitte 2015 ging die DB von 7,1 Mrd. Euro Gesamtkosten aus, hinzu kommen Mehrkosten von mindestens 1,7 Mrd. Euro für die vom Projektbeirat vorgeschlagene Umsetzung der „Kernforderungen“ 1 und 2, darunter die Errichtung des Tunnels Offenburg. Anfang 2017 gab die DB Gesamtkosten von 11,6 Mrd. Euro an; Im Jahr 2021 bezifferte die Deutsche Bahn AG die Gesamtinvestitionen auf rund 14,2 Mrd. Euro.